# Segadães
Segadães est une ancienne paroisse civile portugaise (en portugais : freguesia) de la municipalité d'Águeda dans le district d'Aveiro. 
La loi no 11-A/2013 du 28 janvier 2013, portant réorganisation administrative du territoire des freguesias, fusionne Segadães avec les paroisses voisines de Trofa et Lamas do Vouga pour former l’União das freguesias de Trofa, Segadães e Lamas do Vouga (dont le siège est à Trofa).